# Palanpur
Palanpur (gujarâtî : પાલનપુર - hindî : पालनपुर) est une ville de l'État du Gujarat en Inde, chef-lieu du district de Banaskantha, et un ancien État princier des Indes.

## Géographie
La ville est située à 209 m d'altitude. 

### Climat
Palanpur jouit de tous les types de temps. En été, il fait chaud et humide avec une température moyenne de 40 °C, et des vents de sable. En hiver, la température moyenne descend à 5 - 15 degrés, ce qui est assez froid par rapport à d'autres villes du Gujarat. Durant la mousson, il tombe 50 à 70 centimètres de pluie par saison.

### Démographie
Les hommes constituent 53 % de la population et les femmes 47 %. 13 % de la population a moins de six ans. 
Palanpur a un taux moyen d'alphabétisation de 70 % (supérieur à la moyenne nationale qui est de 59,5 %). L'alphabétisation des hommes est de 78 % et celle des femmes est de 61 %. 

## Économie

### Transports
La ville étant le siège du district de Banaskantha, elle est bien reliée au reste de l'État par la route et le rail.

### Air
L'aéroport le plus proche est celui de Sardar Vallabhbhai Patel (aéroport international) à Ahmedabad, à environ 135 km.

### Rail
La gare de Palanpur est reliée à la plupart des villes et villages du Gujarat et du Rajasthan.

### Éducation
- C.l.Parikh College of Commerce,
- R.R.Mehta College of Science,
- G.D.Modi college of Arts,
- Smt. M.M.Mehta.English Medium School,
- Vidyamandir School,
- Vinaymandir,
- Nutan School,
- Swastik School,
- Sanskar School,
- Zala B.Ed. College,
- Govt. Engg. College,
- Polytechnic College,
- Shri M.B. Karnavat High School,
- etc.

## Histoire
La tradition veut que Palanpur ait été fondée par un certain Prahladan, du clan rajput des Paramara, qui aurait reçu ce territoire et ses environs de son frère ainé, qui régnait à cette époque de ce qui est aujourd'hui le Mont Âbû. Il est connu comme Prahladanpur dans l'histoire du jaïnisme. 
Palanpur a été le siège d'un État princier des Indes dirigée par le clan afghan Lohani. L'histoire ancienne de la famille est obscure, mais celle-ci a apparemment vécu en Inde depuis au moins le XVIe siècle ; un de ses membres est réputé avoir épousé la sœur de lait de l'empereur moghol Akbar, et il aurait reçu Palanpur et les régions avoisinantes comme dot. Cependant, la famille n'est devenue illustre qu'au cours de la période d'instabilité qui a suivi la disparition d'Aurangzeb au début du XVIIIe siècle.
La ville a été envahie peu après par les Marathes. Les Lohani ont suivi la tendance consistant à appeler à la rescousse la Compagnie anglaise des Indes orientales et est entré dans un système d'alliances subsidiaire signé en 1817, avec tous les autres États voisins. 
L'État de Palanpur était traversé par la principale ligne chemin de fer (Rajputana-Mâlvâ), et accueillait le cantonnement britannique de Deesa. Le blé, le riz et la canne à sucre ont été les principaux produits. Arrosée par le fleuve Sabarmati, l'État était fortement boisé dans ses régions du nord (zone devenue le Jessore Sanctuary), mais vallonné et ouvert dans le sud et l'est.  

### Dirigeants
- Maleks
  -  ? - ? : Khurram Khan
  -  ? - ? : Yusuf Khan
  -  ? - ? : Hasan Khan
  -  ? - ? : Salar Khan
  -  ? - ? : Usman Khan
  -  ? - ? : Subban Khan
  -  ? - ? : Mujahid Khan I († 1509)
  -  ? - ? : Ali Sher Khan
  -  ? - ? : Sikandar Khan († 1548)
  -  ? - ? : Ghazni Khan
  -  ? - ? : Khanji († 1576)
  -  ? - ? : Ghazni Khan II

- Diwans Mahakhans Nawabs Sahibs
  -  ? - ? : Pahad Khan I
  -  ? - ? : Firuz Khan
  -  ? - ? : Mujahid Khan II
  -  ? - ? : Kamal Khan
  -  ? - ? : Fateh Khan I
  -  ? - ? : Firuz Khan II
  -  ? - ? : Karim Dad Khan
  -  ? - ? : Pahad Khan II
  -  ? - ? : Bahadur Khan
  -  ? - ? : Salim Khan
  -  ? - ? : Sher Khan († 1788)
  - 1788 - ? : Mubariz Khan
  -  ?-1794 / 1812-1813 : Shamsher Khan
  - 1794-1812 : Firuz Khan III († 1812)
  - 1813-1854 : Fateh Khan II  (1798-1854)
  - 1854-1877 : Zorawar Khan († 1877)
  - 1877-1918 : Sher Muhammed Khan (1852-1918)
  - 1918-1948 : Taley Muhammed Khan (1883-1957)

#### Chefs de la maison royale de Palanpur
- Diwans Mahakhans Nawabs Sahibs
  - 1948-1957 : Taley Muhammed Khan (1883-1957)
  - 1957-             : Iqbal Muhammed Khan (1917- )

## Lieux et monuments
La ville était jadis fortifiée, avec sept portes aujourd'hui en ruines. Certaines des portes connues sont appelées : « Shimla Gate », « Delhi Gate », « Meera Gate » et « Gathaman Gate » (Darwaja).
D'autres monuments plus récents parsèment la ville : le « Keertistumbh » ou « tour de la victoire » a été érigé dans les années 1930, tout comme les palais Jorawar, actuellement utilisé comme cour de justice (Judicial Court), et le palais Balaram.
Palanpur est aussi une ville religieuse, possédant de nombreux temples (jaïns, hindous et musulmans ont chacun leurs lieux de pèlerinage célèbres dans la ville).

## Personnalités liées à la ville
- Pranav Mistry : l'inventeur du projet SixthSense et des « Quickies » est né à Palanpur.
- la famille du joueur pakistanais de cricket Javed Miandad est originaire de Palanpur.
- une grande partie des indiens travaillant dans l'industrie indienne et d'Anvers du diamant sont originaires de Palanpur.
- un fameux financier de Bollywood, Bharat Shah, est également originaire de Palanpur.